# Acianthera aurantiolateritia
Acianthera aurantiolateritia là một loài thực vật có hoa trong họ Lan. Loài này được (Speg.) Pridgeon & M.W.Chase mô tả khoa học đầu tiên năm 2001.